# Мухаммед ібн Абдулла (шаріф)
Мухаммед ібн Абдулла (араб. محمد بن عبد الله بن حسن بن أبي نمي; д/н — 17 березня 1632) — шаріф і емір Мекки в 1631-1632 роках. Відомий також як Мухаммед IV.

## Життєпис
Походив з гілки правлячої династії Хасанідів — бану-катада. Син шаріфа Абдулли ібн Хасана. Відомостей про нього обмаль. Наприкінці серпня 1631 року після зречення батька став новим шаріфом та еміром Мекки (спільно з небожем Зайдом ібн Мухсіном). Напочатку січня 1632 року помирає батько. Низка його родичів намагалися домогтися повалення Зайда та призначення співемірами братів Мухаммеда, але останній відкинув усі їх спроби. Внаслідок чого частина бану-катада перейшла в опозицію.
У березні на Мекку рушило військо на чолі із Кор-Махмудом та Алі-беєм, яких відправив імам Мухаммед аль-Муайяд бін аль-Мансур, що на той час фактично захопив більшу частину Єменського еялету. Мухаммед спільно з Зайдом рушили проти єменців. Їм на допомогу прийшло осмнаське військо на чолі із Мустафою-беєм, очільником санджаку Джидда. В той же час Кор-МАхмуда і Алі-бея підтримав Намі ібн Абд аль-Муталіб з Хасанідів. Вирішальна битва відбулася 17 березня біля Ваді-ель-Біяра, де шаріфи зазнали нищівної поразки, а Мухаммед ібн Абдулла та Мустафа-бей загинули. Зайд вбн Мухсін втік до Ваді Марр аз-Захран, а Намі зайняв Мекку, де став правителем.